# Python (téléfilm)
Pour les articles homonymes, voir Python.
Pour plus de détails, voir Fiche technique et Distribution.
Python est un téléfilm américain de Richard Clabaugh sorti en 2000.

## Synopsis
Dans une petite ville nommée Ruby, un énorme python sème la panique en dévorant un à un les habitants de la ville. Les militaires qui sont responsables de la fuite du serpent envoient une équipe en reconnaissance. Pendant ce temps, un groupe de jeunes qui viennent passer leurs vacances à Ruby sont la proie du serpent !

## Fiche technique
- Titre original : Python
- Titre français : Python
- Réalisation : Richard Clabaugh
- Scénario : Phillip J. Roth, Chris Neal et Gary Hershberger
- Musique : Daniel Nielsen
- Directeur de la photographie : Patrick Rousseau
- Montage : Christian McIntire
- Distribution : Nannette Troutman
- Création des décors : David Huang
- Création des créatures : Michael Shelton
- Effets spéciaux visuels : Kevin Little et Mark Perrera
- Producteurs : Jeffery Beach, Ken Olandt et Phillip J. Roth
- Coproducteur : Plamen Voynovsky
- Producteurs exécutifs : James Hollensteiner, Thomas J. Niedermeyer Jr. et Richard Smith
- Compagnies de production : Python Productions LLC - Unified Film Organization (UFO)
- Compagnies de distribution : New City Releasing - Python Productions LLC - VCL Communications
- Pays d'origine :  États-Unis  Bulgarie
- Langue : Anglais
- Son : Dolby Digital
- Image : Couleurs
- Ratio écran : 1.78:1
- Format négatif : 35 mm
- Procédé cinématographique : Sphérique
- Genre : Horreur, Thriller
- Durée : 99 minutes

## Distribution
- Frayne Rosanoff : John Cooper
- Robert Englund : Dr Anton Rudolph
- Casper Van Dien (VF : Damien Boisseau) : Bart Parker
- William Zabka : Greg Larsen
- Dana Barron : Kristin
- Sara Mornell : Theresa
- Wil Wheaton : Tommy
- Jenny McCarthy : Francesca Garibaldi
- Chris Owens : Brian Cooper
- Sean Whalen : Deputy Lewis Ross
- Gary Grubbs : Sheriff Griffin Wade
- Theo Nicholas Pagones (sous le nom de Theo Pagones) : Dootsen
- Scott Williamson : Kenny Summers
- David Bowe : Boone
- Keith Coogan : Lenny
- John Franklin : Floyd Fuller
- LoriDawn Messuri : Lisa Johnson
- Kathleen Randazzo : Roberta Keeler
- Frank Welker : le Python (voix)

## Suite
Une suite sort en 2002 sur la chaîne de télévision Sci Fi Channel et est réalisée par Lee McConnell.